# 1077
| 1077               |
| ------------------ |
| Dødsfald - Fødsler |
|                    |

| Gregoriansk kalender | 1077 MLXXVII            |
| Ab urbe condita      | 1830                    |
| Armensk kalender     | 526 ԹՎ ՇԻԶ              |
| Kinesiske kalender   | 3773 – 3774 丙辰 – 丁巳 |
| Etiopisk kalender    | 1069 – 1070             |
| Jødisk kalender      | 4837 – 4838             |
| Hindukalendere       |                         |
| - Vikram Samvat      | 1132 – 1133             |
| - Shaka Samvat       | 999 – 1000              |
| - Kali Yuga          | 4178 – 4179             |
| Iransk kalender      | 455 – 456               |
| Islamisk kalender    | 469 – 470               |

Konge i Danmark: Harald 3. Hen 1076-1080
Se også 1077 (tal)

## Begivenheder
- 25. januar - Kejser Henrik 4. af Det tysk-romerske rige opsøger pave Gregor 7. på dennes borg i Canossa i Appenninerne, hvor paven overvintrer. Tre dage i træk går han forgæves, før han bliver lukket ind iført bodstøj. Her beder han paven om forladelse for overgreb mod kirken. Heraf kommer udtrykket canossagang